# Albert Bandura
Albert Bandura   (Mundare, 4 de desembre de 1925 - Stanford, 26 de juliol de 2021) va ser un psicòleg famós per la seva teoria de l'aprenentatge social, que es basa en la constatació que gran part de la conducta humana, inclosa la relacionada amb l'aprenentatge, s'adquireix a través de models del propi grup. Aquest grup projecta una imatge sobre l'eficàcia del subjecte en la tasca, que aquest interioritza, anomenant-la autoeficàcia i que repercuteix en l'autoestima del subjecte i posteriorment en la seva habilitat realitzant tasques.
Considera que l'explicació de l'aprenentatge a partir de les propostes del conductisme de l'època no són suficients per explicar tots els factors que influeixen en el seu procés i hi inclou un nou element: l'aprenentatge per observació o aprenentatge observacional. Les teories de l'aprenentatge social apareixen com a complementàries de les teories conductistes. En aquest cas, però, la resposta que una persona dona davant d'una determinada situació pot estar mediatitzada pel que la persona ha vist fer abans a altres persones.
D'aquesta manera, Bandura considerava que la major part de les conductes, especialment en els infants, es donen a conseqüència de l'aprenentatge a través de l'observació i la imitació dels seus pares o de les persones que hi ha al seu voltant.
Aquestes conductes s'incorporen al repertori de l'infant i es mantenen gràcies al reforç directe o l'aprenentatge vicari. Bandura també va fer aportacions a la psicologia de la personalitat, estudiant l'agressivitat, i a la psicoteràpia, promovent la tècnica del modelat. A partir de la dècada del 1980, expandeix la seva teoria de l'aprenentatge social i la denomina teoria social cognitiva, de manera que es converteix en un dels autors pont entre el paradigma conductual i cognitiu.
És el quart psicòleg més citat de tots els temps, darrere de Skinner, Freud i Piaget, i a data de la seva mort era el psicòleg viu més citat.

## Biografia

### Primers anys
Bandura va néixer a Mundare, Alberta, una ciutat oberta d'uns quatre-cents habitants, com a fill petit, en una família de sis. Les limitacions de l'educació en una ciutat remota com aquesta van fer que Bandura es tornés independent i automotivat pel que fa a l'aprenentatge, i aquests trets desenvolupats principalment van resultar molt útils en la seva llarga carrera. Bandura era d'origen polonès i ucraïnès; el seu pare era de Cracòvia, Polònia, mentre que la seva mare era d'Ucraïna.
Els pares de Bandura van ser una influència clau per animar-lo a buscar empreses fora del petit llogaret on residien. L'estiu després d'acabar l'escola secundària, Bandura va treballar al Yukon. Bandura va acreditar més tard el seu treball a la tundra del nord com l'origen del seu interès per la psicopatologia humana. Va ser en aquesta experiència al Yukon, on va ser exposat a una subcultura de beure i joc d'atzar, que va ajudar a ampliar la seva perspectiva i l'abast de les seves opinions sobre la vida.
Bandura va arribar als Estats Units el 1949 i es va naturalitzar el 1956. Es va casar amb Virginia Varns (1921 – 2011) el 1952, i van criar dues filles, Carol i Mary.

## Educació i carrera acadèmica
Bandura va fer cursos de psicologia a la universitat i es va apassionar pel tema. Bandura es va graduar en tres anys, el 1949, amb una llicenciatura a la Universitat de Colúmbia Britànica, guanyant el premi Bolocan en psicologia, i després es va traslladar a l'aleshores epicentre de la psicologia, la Universitat d'Iowa, d'on va obtenir el seu màster el 1951 i Doctor en Psicologia clínica el 1952. Arthur Benton va ser el seu assessor acadèmic a Iowa, donant a Bandura una influència acadèmica directa de William James, mentre que Clark Hull i Kenneth Spence van ser col·laboradors influents. Durant els seus anys d'Iowa, Bandura va donar suport a un estil de psicologia que pretenia investigar els fenòmens psicològics mitjançant proves experimentals repetibles. La seva inclusió de fenòmens mentals com la imatgeria i la representació, i el seu concepte de determinisme recíproc, que postulava una relació d'influència mútua entre un agent i el seu entorn, van marcar una sortida radical del conductisme dominant de l'època. L'ampli ventall d'eines conceptuals de Bandura va permetre un modelatge més potent de fenòmens com l'aprenentatge observacional i l'autoregulació, i va proporcionar als psicòlegs una manera pràctica de teorizar sobre els processos mentals, en oposició als constructes mentalistes de la psicoanàlisi i la psicologia de la personalitat.

### Treball postdoctoral
Quan es va graduar, va completar les seves pràctiques postdoctorals al Wichita Guidance Center. L'any següent, 1953, va acceptar una plaça de professor a la Universitat Stanford, que va ocupar fins a convertir-se en professor emèrit el 2010. El 1974, va ser elegit president de l'Associació Americana de Psicologia (APA), l'associació de psicòlegs més gran del món. Més tard, Bandura afirmaria que l'únic motiu pel qual va acceptar presentar-se a les eleccions de l'APA va ser perquè volia els seus 15 minuts de fama sense cap intenció de ser elegit. També va treballar com a entrenador esportiu.

## Recerca
Bandura va ser influenciat inicialment pel treball de Robert Sears sobre els antecedents familiars del comportament social i l'aprenentatge identificatori i va abandonar la seva recerca de la teoria psicoanalítica. Va dirigir la seva investigació inicial cap al paper de la modelització social en la motivació, el pensament i l'acció humana. En col·laboració amb Richard Walters, el seu primer estudiant de doctorat, es va dedicar a estudis d’aprenentatge social i agressivitat. Els seus esforços conjunts van il·lustrar el paper crític del modelatge en el comportament humà i van donar lloc a un programa d'investigació sobre els determinants i mecanismes de l'aprenentatge observacional.

### Teoria de l'aprenentatge social

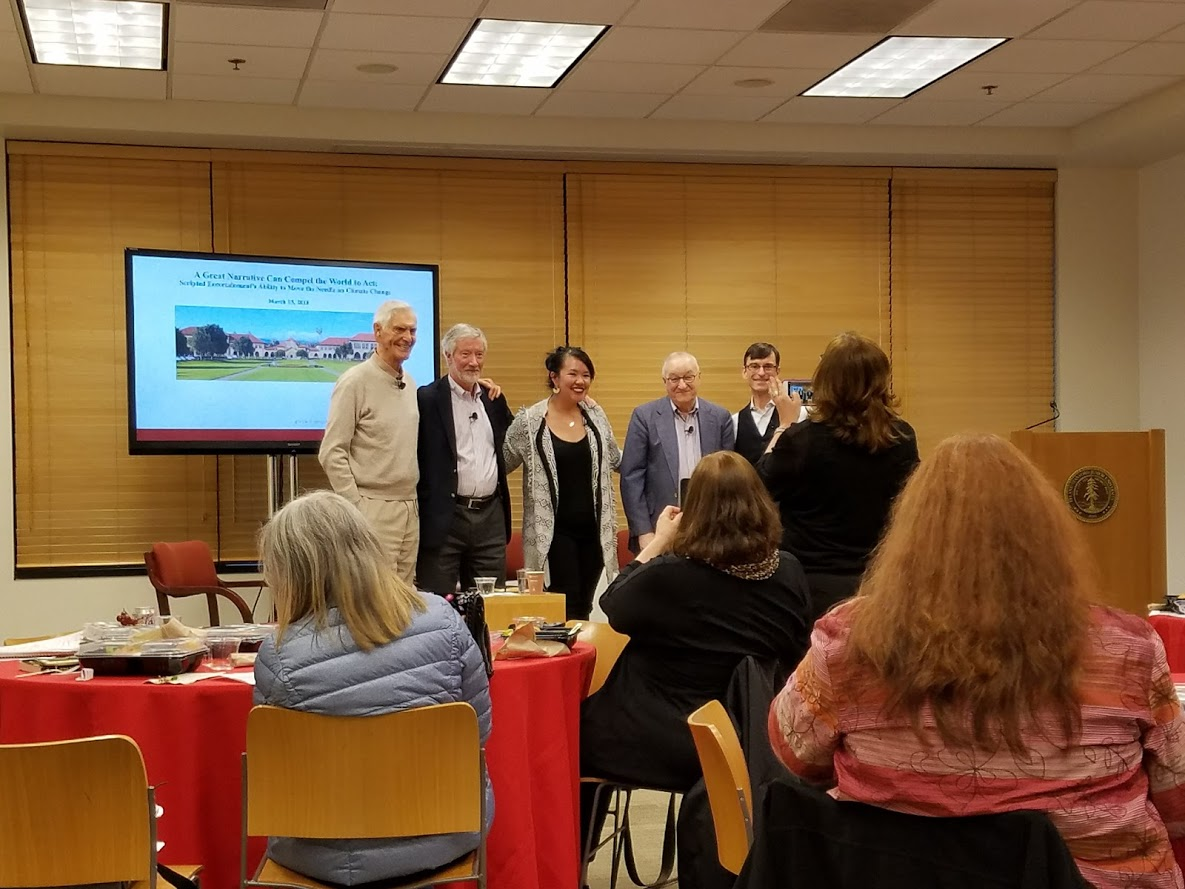
Albert Bandura va parlar sobre la teoria de l'aprenentatge social i l'educació de l'entreteniment a la Universitat Stanford el març de 2015

La fase inicial de la investigació de Bandura va analitzar els fonaments de l'aprenentatge humà i la voluntat de nens i adults d'imitar la conducta observada en els altres, en particular, l'agressivitat. Bandura va trobar en la seva investigació que els models eren una font important per aprendre nous comportaments i per aconseguir un canvi de comportament en entorns institucionalitzats.
La teoria de l'aprenentatge social planteja que hi ha tres sistemes reguladors que controlen el comportament. En primer lloc, els incentius antecedents influeixen molt en el temps i la resposta del comportament. L'estímul que es produeix abans de la resposta conductual ha de ser adequat en relació al context social i als intèrprets. En segon lloc, les influències de la retroalimentació de resposta també tenen una funció important. Després d'una resposta, els reforços, per experiència o observació, afectaran molt l'ocurrència de la conducta en el futur. En tercer lloc, la importància de les funcions cognitives en l'aprenentatge social. Per exemple, perquè es produeixi un comportament agressiu, algunes persones s'enfaden fàcilment per la vista o el pensament d'individus amb els quals han tingut trobades hostils, i aquest record s'adquireix a través del procés d'aprenentatge.
La teoria de l'aprenentatge social es va convertir en un dels marcs teòrics de l'Entreteniment-Educació, un mètode per crear entreteniment socialment beneficiós iniciat per Miguel Sabido. Bandura i Sabido van forjar una estreta relació i perfeccionar encara més la teoria i la pràctica.
La seva recerca amb Walters va portar al seu primer llibre, Adolescent Aggression, el 1959, seguit de Social Learning and Personality Development el 1963, i el 1973, Aggression: A Social Learning Analysis. Durant un període dominat pel conductisme en el motlle de BF Skinner, Bandura creia que els únics modificadors del comportament de la recompensa i el càstig en el condicionament clàssic i operant eren inadequats com a marc, i que molts comportaments humans eren apresos d'altres humans. Bandura va començar a analitzar els mitjans per tractar nens indegudament agressius mitjançant la identificació de fonts de violència a les seves vides. La investigació inicial a la zona havia començat als anys quaranta sota Neal Miller i John Dollard; el seu treball continuat en aquesta línia va acabar amb l’experiment de la nina Bobo, que va portar al seu tractat de 1977, Teoria de l'aprenentatge social. Moltes de les seves innovacions provenien del seu enfocament en la investigació empírica i la investigació reproduïble, al contrari de les teories populars de la psicoanàlisi de Sigmund Freud. El 1974, la Universitat Stanford li va concedir una càtedra i es va convertir en David Starr Jordan Professor de Ciències Socials en Psicologia.

### Teoria social cognitiva
A mitjans de la dècada del 1980, la investigació de Bandura havia pres una flexió més holística i la seva anàlisi tendia a donar una visió més completa de la cognició humana en el context de l'aprenentatge social. La teoria que va ampliar a partir de la teoria de l'aprenentatge social aviat es va conèixer com a teoria cognitiva social.
La base de la teoria de l'aprenentatge social d'Albert Bandura és la idea que les persones poden aprendre veient i copiant els comportaments observables dels altres. Com a alternativa al treball anterior del col·lega psicòleg BF Skinner, que era conegut per defensar la teoria conductista, els psicòlegs Albert Bandura i Robert Sears van presentar la hipòtesi de l'aprenentatge social.

#### Fonaments socials del pensament i l'acció
El 1986, Bandura va publicar Social Foundations of Thought and Action: A Social Cognitive Theory, en què va reconceptualitzar els individus com a autoorganitzadors, proactius, autorreflexius i autoreguladors, en oposició a la concepció ortodoxa dels humans com a governats per forces externes. Va avançar conceptes de causalitat recíproca triàdica, que determinaven les connexions entre el comportament humà, els factors ambientals i els factors personals com els esdeveniments cognitius, afectius i biològics, i de determinisme recíproc, que governa les relacions causals entre aquests factors. L'èmfasi de Bandura en la capacitat dels agents per autoorganitzar-se i autoregular-se acabaria donant lloc al seu treball posterior sobre l'autoeficàcia.

### Autoeficàcia
Mentre investigava els processos mitjançant els quals el modelatge alleuja els trastorns fòbics en les serps, va trobar que les creences d'autoeficàcia (que els individus fòbics tenien les seves pròpies capacitats per alleujar la seva fòbia) mediaven canvis en el comportament i en l'excitació de la por. Va llançar un important programa d'investigació que examinava el paper influent del pensament autoreferent en el funcionament psicològic. Tot i que va continuar explorant i escrivint sobre problemes teòrics relacionats amb una infinitat de temes, des de finals de la dècada del 1970 va dedicar molta atenció a explorar el paper de les creences d'autoeficàcia en el funcionament humà.
El 1986 va publicar Social Foundations of Thought and Action: A Social Cognitive Theory, un llibre en el qual oferia una teoria cognitiva social del funcionament humà que atorga un paper central als processos cognitius, vicaris, autorreguladors i autoreflexius en l'adaptació humana. Aquesta teoria té les seves arrels en una perspectiva agentica que veu les persones com a autoorganitzades, proactives, auto-reflexives i autoreguladores, no només com a organismes reactius modelats per forces ambientals o impulsats per impulsos interns. El seu llibre, Autoeficàcia: l'exercici del control es va publicar l'any 1997.

## Obres
- Bandura, Albert (María Zaplana, trad.) (1987). Pensamiento y acción: Fundamentos sociales. Barcelona, Spain: Ediciones Martínez Roca. ISBN 8427011628.4
- Bandura, A. (1999). Auto- Eficacia: cómo afrontamos los cambios de la sociedad actual. (J. Aldekoa, Trad.) Bilbao: Desclée de Brouwer